# MotorStorm: Apocalypse
MotorStorm: Apocalypse, также известная под названием MotorStorm 3: Apocalypse — гоночная игра серии MotorStorm, разработанная Evolution Studios и изданная компанией Sony Computer Entertainment эксклюзивно для консоли PlayStation 3 в 2011 году. В России игра была издана под названием «MotorStorm: Апокалипсис» компанией «1С-СофтКлаб» на русском языке.
По сюжету игры главные герои пребывают в разрушенный землетрясением постапокалиптический Сан-Франциско, где решают устроить фестиваль экстремальных гоночных состязаний. Геймплей напоминает предыдущие части серии — игроку участвует в экстремальных гонках на различных транспортных средствах, но, тем не менее, в MotorStorm: Apocalypse были добавлены новые виды транспорта, улучшена возможность их модификации, а также внесены некоторые изменения и улучшения в игровой процесс и режимы.
Тотальные разрушения трасс в реальном времени разработчики развивали как одну из главных особенностей проекта. Для большего реализма была реализована поддержка 3D-изображения. MotorStorm: Apocalypse получила преимущественно положительные оценки игровой прессы. Среди плюсов были выделены отличный дизайн трасс и многопользовательская игра, но к недостаткам относили сюжет и некоторые элементы геймплея.

## Игровой процесс
MotorStorm: Apocalypse представляет собой гоночную игру, выполненную в трёхмерной графике. По сюжету главные герои пребывают в постапокалиптический Сан-Франциско, разрушенный мощным землетрясением, где остались только мародёры и ведущие на них охоту полицейские. В этом городе герои решают устроить фестиваль экстремальных гонок MotorStorm. В игре действует система трофеев.
Основным сюжетным режимом, служащим для прохождения игры, является «Фестиваль», разделённый на три уровня сложности, в котором игрок поочерёдно проходит различные заезды, для каждого из которых даётся определённое транспортное средство. Последние делятся на различные классы, такие как багги, мотоциклы, суперкары и многие другие, различающиеся между собой техническими характеристиками. Присутствуют также возможности тюнинга и стайлинга транспортных средств и установки на них особых умений, например большей устойчивости к столкновениям. Машины получают повреждения в результате столкновений, и при сильных авариях разбиваются и взрываются, после чего через несколько секунд восстанавливают своё первоначальное состояние. У каждого транспортного средства присутствует форсаж, при использовании которого оно быстрее разгоняется, однако слишком долгое использование форсажа приводит к взрыву двигателя из-за перегрева; вода, встречающаяся на дороге, помогает охладить двигатель, в то же время огонь наоборот, способствует его более быстрому нагреву.
Трассы в игре содержат много путей и изменяются динамически во время гонок: иногда камера сосредотачивается на важных моментах, которые могут изменить ход гонки, например, падение большого сооружения. На некоторых трассах требуется проехать несколько кругов, в то время как на других участники проезжают из одной точки в другую, бывают также заезды с ограниченным временем. На каждой из трасс содержатся коллекционные карточки, спрятанные в скрытых, труднодоступных местах; они открывают доступ к кратким биографиям персонажей игры. Помимо прочего, по мере прохождения игры и выполнения определённых заданий (например, нахождение в воздухе некоторое время) становятся доступны новые трассы, а также транспортные средства, запчасти и специальные способности для них.
Помимо одиночной игры, в MotorStorm: Apocalypse имеется режим свободной игры «Автодром», где можно самому выбрать трассу, транспортное средство и другие настройки, а также многопользовательская игра по сети до 16 человек и с технологией разделённого экрана до четырёх человек. У игроков есть возможность сравнивать свои результаты прохождения тех или иных трасс. Кроме того, есть фоторежим, который позволяет делать снимки во время заездов и в гараже и выкладывать их в сеть. Сервера игры были отключены 27 августа 2018 года и, как следствие, сетевые возможности стали официально недоступны.

## Разработка и выход игры
Ещё до анонса по сети ходили слухи о создании третьей части основной серии MotorStorm, разрабатываемой Evolution Studios, действие которой развернётся в разрушенном Сан-Франциско. Официальный анонс MotorStorm: Apocalypse состоялся 10 июня 2010 года. По словам создателей, они реализовали интерактивный разрушаемый мир (наподобие такового в Split/Second: Velocity), обширные настройки автомобилей и богатые возможности многопользовательской игры. Помимо этого, разработчики предусмотрели в MotorStorm: Apocalyspe поддержку 3D. Игра демонстрировалась на выставках E3 2010, gamescom и TGS 2010.
Выход игры состоялся 16 марта 2011 года в странах Азии, где издавалась под названием MotorStorm 3: Apocalypse, и в России, где издавалась как «MotorStorm: Апокалипсис» компанией «1С-СофтКлаб» полностью на русском языке — переводу подверглись как текст, так и озвучивание. Выпуск в Европе изначально должен был состояться 18 марта, но был отложен до 31 марта того же года в связи со случившимся в марте землетрясением в Японии. 3 мая MotorStorm: Apocalypse вышла в Северной Америке. Как и предыдущие части серии, игра должна была выйти и в Японии, но была отменена для этого региона из-за землетрясения (по этой же причине был отменён выпуск в Новой Зеландии). 12 августа для игры было выпущено крупное обновление, которое добавило поддержку рулей от Logitech и инструментарий Game Mode Creator, с помощью которого можно обмениваться по сети идеями дизайна автомобилей, а также создавать и публиковать новые задания.

## Музыка

Обложка музыкального альбома MotorStorm Apocalypse Original Soundtrack

В отличие от предыдущих частей серии, в которых были использованы лицензированные саундтреки от различных исполнителей и групп разных жанров, для MotorStorm: Apocalypse немецким композитором Клаусом Бадельтом создано оригинальное музыкальное сопровождение в жанре дабстеп, ремиксами и аранжировками которого занимались Noisia, Elite Force и DJ Shadow. Имеется также поддержка пользовательской музыки.
17 мая 2011 года в PlayStation Store был выпущен альбом MotorStorm Apocalypse Original Soundtrack с музыкой из игры. 13 июня того же года под лейблом U&A Recordings на CD-дисках и в iTunes вышел альбом Shockland, содержащий аранжировки некоторых треков оригинальной музыки игры, созданные Elite Force.
| №                   | Название                                    | Длительность |
| ------------------- | ------------------------------------------- | ------------ |
| 1.                  | «MotorStorm Apocalypse»                     | 2:58         |
| 2.                  | «The Rookie»                                | 2:35         |
| 3.                  | «The Pro»                                   | 1:54         |
| 4.                  | «The Veteran»                               | 2:46         |
| 5.                  | «Charger» (Noisia MS:A remix)               | 4:39         |
| 6.                  | «Deathmatch» (Noisia MS:A remix)            | 5:22         |
| 7.                  | «Oversteer» (Noisia MS:A remix)             | 3:33         |
| 8.                  | «Slipstream» (Noisia MS:A remix)            | 3:24         |
| 9.                  | «Blown» (Noisia MS:A remix)                 | 2:50         |
| 10.                 | «Crash Test» (Noisia MS:A remix)            | 3:43         |
| 11.                 | «Traction Control» (Noisia MS:A remix)      | 3:43         |
| 12.                 | «The Assembly» (Noisia MS:A remix)          | 3:55         |
| 13.                 | «Spazm» (Elite Force MS:A remix)            | 2:49         |
| 14.                 | «Paradise Alley» (Elite Force MS:A remix)   | 2:32         |
| 15.                 | «The Horror» (Elite Force MS:A remix)       | 2:40         |
| 16.                 | «Drifter» (Elite Force MS:A remix)          | 3:12         |
| 17.                 | «Dryve» (Elite Force MS:A remix)            | 3:07         |
| 18.                 | «Barrel Down» (Elite Force MS:A remix)      | 2:51         |
| 19.                 | «Hypersonic» (Elite Force MS:A remix)       | 3:00         |
| 20.                 | «Speedball» (Elite Force MS:A remix)        | 2:48         |
| 21.                 | «Shockland» (Elite Force MS:A remix)        | 2:52         |
| 22.                 | «Loco» (Elite Force MS:A remix)             | 2:36         |
| 23.                 | «Jackhammer» (Elite Force MS:A remix)       | 2:13         |
| 24.                 | «Breakneck» (Elite Force MS:A remix)        | 3:06         |
| 25.                 | «Headlong» (Elite Force MS:A remix)         | 3:03         |
| 26.                 | «Apocalypse Here and Now» (DJ Shadow remix) | 1:42         |
| 27.                 | «MotorStorm Apocalypse» (DJ Shadow remix)   | 3:59         |
| 28.                 | «Mercurial» (Elite Force MS:A remix)        | 2:50         |
| Общая длительность: | Общая длительность:                         | 86:42        |

| №                   | Название              | Длительность |
| ------------------- | --------------------- | ------------ |
| 1.                  | «Mercury Man»         | 6:26         |
| 2.                  | «Barrel Down»         | 4:49         |
| 3.                  | «Loco»                | 6:26         |
| 4.                  | «Headlong & Deepdown» | 5:48         |
| 5.                  | «Spazm»               | 5:55         |
| 6.                  | «Neurofunk»           | 6:39         |
| 7.                  | «Speedball»           | 6:42         |
| 8.                  | «The Horror»          | 7:48         |
| 9.                  | «BRKNCK»              | 5:21         |
| 10.                 | «Shockland»           | 7:34         |
| Общая длительность: | Общая длительность:   | 63:28        |

## Оценки и мнения
| Сводный рейтинг       | Сводный рейтинг |
| Агрегатор             | Оценка          |
| --------------------- | --------------- |
| GameRankings          | 78,34 %         |
| Game Ratio            | 79 %            |
| Metacritic            | 77/100          |
| Иноязычные издания    |                 |
| Издание               | Оценка          |
| 1UP.com               | B               |
| AllGame               | [ 17 ]          |
| CVG                   | 8,9/10          |
| Edge                  | 8/10            |
| Eurogamer             | 8/10            |
| GamePro               | [ 21 ]          |
| GameRevolution        | B               |
| GameSpot              | 8,5/10          |
| GamesRadar+           | 7/10            |
| GameTrailers          | 8,5/10          |
| IGN                   | 8/10            |
| PALGN                 | 7,5/10          |
| VideoGamer            | 8/10            |
| Русскоязычные издания |                 |
| Издание               | Оценка          |
| «Игромания»           | 9/10            |
| «Страна игр»          | 8,5/10          |

В целом, игровая пресса оставила о MotorStorm: Apocalypse позитивные отзывы. На сайтах GameRankings и Metacritic средняя оценка соответственно составляет 78,34 % и 77 баллов из 100 возможных. Обозреватели отнесли к достоинствам зрелищные разрушения, дизайн трасс и многопользовательский режим, но критике подвергли технические недочёты и сюжет. MotorStorm: Apocalypse неоднократно называлась одной из лучших гоночных игр 2011 года.